# بيتينا وولف
بيتينا وولف (بالألمانية: Bettina Wulff)‏ (و. 1973 – م) هي كاتبة من ألمانيا ولدت في هانوفر.

## روابط خارجية
- بيتينا وولف على موقع IMDb (الإنجليزية)
- بيتينا وولف على موقع مونزينجر (الألمانية)